# Почаївський історико-художній музей
Почаївський історико-художній музей — науковий культурно-освітній заклад у місті Почаїв Тернопільської області.

## Історія
Почаївський історико-художній музей засновано в 1959 році з ініціативи Андріюка Андрія Васильовича як музей атеїзму. На той час він займав дві кімнати приміщення міського будинку культури. Символічно, що створення музею атеїзму припадає на пік розвитку в краю атеїстичної пропаганди і майже збігається в часі з приїздом до Почаєва генерального секретаря М.С.Хрущова. Після цього візиту, одна з головних святинь православної церкви Почаївська Успенська лавра тимчасово припинила свою діяльність. Було вивезено архіви лаври, частина майна, ченці розселені в інші монастирі чи просто вивезені за межі району. В той час музей стає відділом Тернопільського обласного краєзнавчого музею і отримує нове приміщення безпосередньо під стінами лаври, яка на той час поступово відновлює роботу.
Музей вдало виконує своє головне завдання — виступати противагою Почаївській лаврі. Саме тому з ініціативи обкому Комуністичної партії в жовтні 1975 року він отримує статус самостійного Почаївського музею атеїзму. Відтоді тут починає формуватися міцний колектив досвідчених музейних працівників, якому вдається започаткувати перетворення центру атеїстичної пропаганди в музейний заклад дещо іншого спрямування.

## Нове приміщення для музею
Вершиною діяльності музею стають 1981-1991 роки. Музей отримує колишнє приміщення профтехучилища. В цьому будинку, збудованому в 1903 році, що раніше належав лаврі і відомий як „Червоний готель”, було проведено капітальний ремонт із врахуванням потреб музею. Під експозицію було відведено сім великих залів. Зручні облаштовані приміщення отримали фонди, бібліотека, майстерня, фотолабораторія. Крім того в музеї працювали виставочний та кінолекційний зали. Колектив музею нараховував 42 особи, з яких майже половину складали наукові працівники.

## Створення експозиції
Експозиція музею висвітлювала історію релігії та атеїзму від первісних часів до сучасності в хронологічному порядку. Паралельно з цим діяли зал космонавтики, так званий зал „Контрпропаганди”, де висвітлювалася діяльність протестантських сект, заборонених на той час греко-католицької церкви та інших закордонних релігійних організацій. Саме ця зала була ядром атеїстичної пропаганди музею. Приблизно раз на 2-3 місяці у виставочному залі відкривалася нова експозиція.
Значний склад наукових працівників та значна матеріальна база дозволили не лише збудувати експозицію, але й значно розширити фонди музею. Кількість експонатів основного фонду становила понад 30 тисяч одиниць. Здебільшого це були документи, культова атрибутика, книги, твори мистецтва, зібрані в недіючих культових приміщеннях, в яких влаштовувалися зерносховища, склади, колгоспні клуби тощо. До речі цей напрямок збиральницької роботи дозволив зберегти й врятувати від знищення і розкрадання значну кількість предметів музейного значення. Значну частину фондів музею складали збірки „Археологія” та „Мистецтво”.

## Виселення музею і реорганізації
А потім настають скрутні часи - на вимогу лаври музей змушений був віддати будинок і переїхати в аварійне та не пристосоване приміщення - до старої школи, розташованої в дуже незручному місці. Проте кошти ще дозволили провести його частковий ремонт і розгорнути нову експозицію. Змінилася і назва музею. Він стає музеєм духовної культури, в 1998 році -музеєм історії християнства, в 2000 році — історико-художнім відділом обласного художнього музею. В 2002 році музею вдалося знову отримати самостійність і назву Почаївський історико-художній музей. Все це вимагало неодноразової перебудови експозиції.
На вимогу релігійних громад і з дозволу Міністерства культури музей змушений був повернути громадам деяку кількість культових предметів. На щастя, вдалося віддати мінімально можливу їх кількість і зберегти в музеї найцінніші експонати.
Як й іншим закладам культури, музею довелося пережити велике скорочення кадрів. Наразі в штаті 8 працівників. З них лише 2 науковці та заввідділу фондів, які займаються експозиційною, освітньою, збиральницькою та екскурсійною роботою.

## На початок 21 ст.
На початок 21 ст. діє експозиція історії Почаївської лаври. Значне місце в музеї займає зал „Сакральне мистецтво Волині”. Є окремий розділ, присвячений перебуванню в Почаєві Т.Г.Шевченка. Вдалося зберегти і розгорнути для відвідувачів розділ „Людина і космос”, який викликає значний інтерес учнівської молоді. Крім цього пересувні та стаціонарні виставки експонатів із збірки фондів дозволяють частково заповнити нішу в експозиційній діяльності музею, викликану аварійним станом приміщення та обмеженістю експозиційних площ.
На сьогоднішній день головним завданням музею є зміна приміщення. З ініціативи голови райдержадміністрації музею виділено непоганий будинок, в якому раніше знаходився банк. Провівши незначний ремонт, тут можна розгорнути хороші нові експозиції, забезпечити збільшення відвідувачів і таким чином поліпшити матеріальне становище музею. Використовуючи наявні засоби музей і надалі робитиме все можливе для збереження і популяризації краю, який має довгу і славну історію.
Перші поселення на території Почаєва з’явилися в період неоліту. Є тут і давньоруське городище. Але основні історичні події, легенди та перекази пов’язуються із заснуванням Почаївського Успенського монастиря. Його історія та діяльність висвітлені в літературі досить широко. Тому тут дамо тільки коротку історичну довідку. Існує кілька версій щодо виникнення монастиря. Згідно з однією перші ченці поселилися тут ще в IX столітті і пов’язано це з проповідницькою діяльністю Кирила та Мефодія.
Згідно з другою в 1241 році в печерах Почаєва поселилися ченці Києво-Печерської лаври, які втекли від нападу на Київ монголо-татар. З Київською рікою Почайною пов’язується і назва міста.
Офіційна історія монастиря починається в 1597 році. Тоді місцева поміщиця Ганна Гойська пожертвувала на діючу церкву 10 волоків землі, 6 сімей кріпаків, значну кількість грошей для того, щоб при цій церкві був заснований православний монастир. З цього часу монастир починає зростати і розбудовуватись.
В 1649 на місці стопи Почаївської Божої Матері на гроші Федора та Єви Домашевських було збудовано дерев’яну троїцьку церкву. Поруч братський корпус - адже монастир із скитецького стає спільножитним. У той самий час настоятелем і намісником монастиря стає Іов Почаївський - відомий релігійний діяч. В 1559 році Іова було проголошено святим православної церкви.
Важливим етапом в історії монастиря були 1721-1831 роки. В цей час монастир прийняв унію і тут поселився орден василіян. Тоді ж було споруджено головний храм монастиря — Успенський собор (1771-1782 рр. архітектор Готфрід Гофман). В будівництві брали участь Ксаверій Кульчицький та цісарський архітектор Полієвський). В цей період найбільшого розвитку набула друкарська діяльність монастиря. У 1831 році, після участі ченців - василіян в повстанні монастир було переведено в православ’я. А в 1833 році він отримав титул лаври.
1861 рік - збудовано дзвіницю монастиря за проектом Волинського єпархіального архітектора Раструханова в стилі необароко.
В 1906-1961 році за проектом архітектора О.Щусева було споруджено Троїцький собор, в пам’ять про дерев’яну Троїцьку церкву, розібрану у XVIII столітті.
Всього архітектурний комплекс лаври нараховує 16 церков, серед яких крім названих слід згадати Трапезну, теплу Похвальську, печерні Іова Почаївського, Антонія та Феодосія Києво-Печерських.
Має Почаївська Успенська церква свої святині. Це камінь з відбитком стопи Божої Матері, яка згідно з переказом, явилася на горі Почаївській 1261 року. Це чудотворна ікона Почаївської Матері Божої, прикрашена золотим окладом та дорогоцінним кіотом. Ікона була подарована монастирю Г.Гойською в 1597 році. Це також нетлінні мощі Іова Почаївського, які покояться в срібному саркофазі роботи Ф. Верховцева.
Почаївська Успенська лавра - один з головних центрів православ’я на Західній Україні з давніх часів притягувала до себе прочан. Серед них були Т.Г.Шевченко, М.Костомаров, Ф.Ліст, Ф. Прокопович. Навідували Почаївську лавру і члени імператорської родини та багато інших видатних людей.
І сьогодні Почаєв, розташований в мальовничих Кременецьких горах, вабить до себе тисячі прочан та туристів. Тому і було створено Кременецько-Почаївський історико-архітектурний заповідник в склад якого включено Почаївський історико-художній музей.